# Melissotarsus

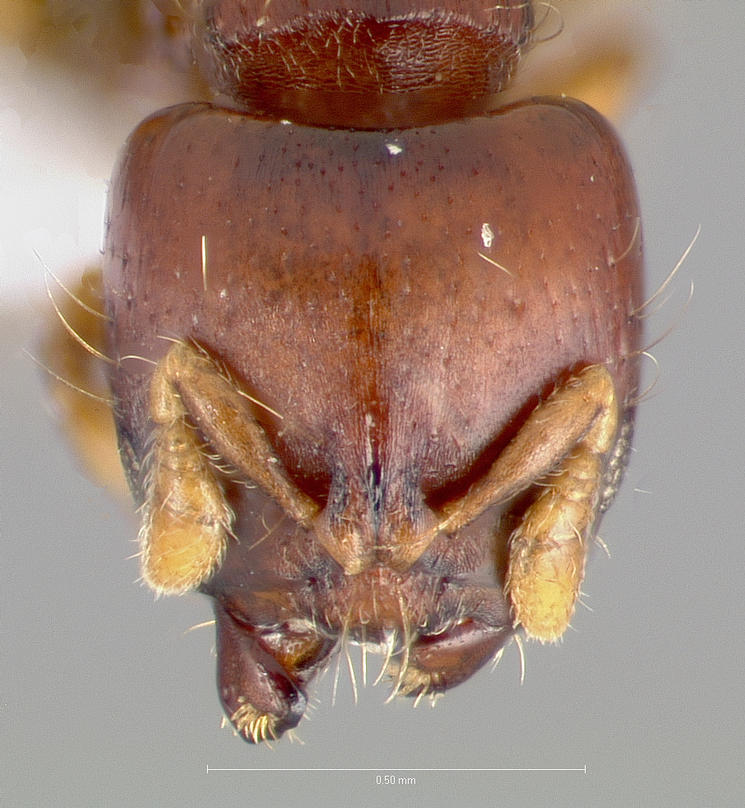
Melissotarsus weissi: голова сверху

Melissotarsus (лат.) — род мелких муравьёв (Formicidae) из подсемейства Myrmicinae. Пять видов. Обитают под корой живых деревьях, имеют коренастое тело с короткими ногами, имаго способны к шелкопрядению.

## Распространение
Афротропика, Мадагаскар, Саудовская Аравия.

## Описание

### Строение
Мелкие коренастые муравьи (длина 2—3 мм) коричневого цвета с широкой головой, короткими ногами. Средняя пара ног поднимается вверх и помогает упираться в древесных галереях при прогрызании ходов. Усики рабочих и самок состоят только из 6 члеников (у самцов — из 11—12 члеников) с очень коротким скапусом и булавой из двух сегментов. Усиковые бороздки и лобные валики отсутствуют. Нижнечелюстные щупики отсутствуют, а нижнегубные состоят лишь из одного членика (формула щупиков: 0,1). Мандибулы короткие, вооружены длинным пальцевидным апикальным зубом, за которым следуют два гораздо меньших зубца, а иногда и мелкий базальный зубец. С износом они постепенно становятся недифференцированным тупым краем. Грудь короткая и компактная. Проподеум невооружённый, округлый и без зубцов. Метаплевральные доли не развиты, но система метаплевральной железы хорошо видна через кутикулу. Шпоры на голенях средних и задних пар ног отсутствуют (формула шпор: 0,0). Стебелёк между грудкой и брюшком состоит из двух члеников: петиолюса и постпетиолюса (последний широко прикреплён к брюшку). Жало есть, но сильно редуцировано и, предположительно, не функционирует.

### Особенности биологии
Живут под корой деревьев и на поверхности почти не появляются (этим объясняется их крайняя редкость обнаружения), кроме случаев брачного лёта самок и самцов. Среди растений-хозяев, в которых живут муравьи, отмечены 23 вида (в том числе манго) из 15 семейств (Anacardiaceae, Apocynaceae, Bignoniaceae, Boraginaceae, Brassicaceae, Burseraceae, Casuarinaceae, Celastraceae, Euphorbiaceae, Fabaceae, Malvaceae, Moraceae, Proteaceae, Salvadoraceae, Violaceae). Семьи многочисленные, насчитывают в среднем около 10 тысяч рабочих и около ста самок.
Находятся в мутуалистических связях с равнокрылыми насекомыми, сосущими соки растений, в том числе из семейства щитовки (Diaspididae, Homoptera). В отличие от других симбиотических ассоциаций между муравьями и равнокрылыми насекомыми, медвяная роса в данном случае не является средством обмена для муравьёв. Представители Diaspididae не производят медвяную росу и поэтому ранее их симбиоз с муравьями не фиксировался. В дополнение к получению доступа к основной ткани меристемы, диаспидиды получают от муравьев высокоэффективную защиту (от врагов и неблагоприятной погоды). Соответственно, они перестают строить свои защитные щитки, хотя продолжают выделять воск и белки в качестве строительного материала. Эти выделения вместе с экзувием и анальной экскрецией могут обеспечить адекватный набор питательных веществ для муравьев (Peeters et al. 2017). Кроме того, рабочие муравьи могут также питаться мёртвыми или умирающими щитовками. Утверждения о том, что муравьи используют диаспидид в качестве «домашнего скота» (Schneider et al. 2013), вновь рассмотрены и уточнены Peeters et al. (2017). В галереях, возводимых муравьями Melissotarsus найдены новые для науки виды щитовок, например, Andaspis formicarum, а в гнёздах муравьёв вида Melissotarsus insularis в 2010 году были обнаружены новые виды щитовок Melissoaspis fisheri, Melissoaspis reticulata, Morganella formicaria. Исследование, проведенное в Камеруне, показало, что на одном крупном дереве Дакриодеса съедобного (Dacryodes edulis, в высоту до 40 м) жили около 1,5 миллионов муравьёв Melissotarsus beccarii (включая личинок) и полмиллиона щитовок рода Diaspis; их плотность была около 43 и 15 тысяч M. beccarii и Diaspis на квадратный метр коры соответственно.
При строительстве муравейников применяют шёлк, который используется для закрытия выходных отверстий или для герметизации трещин. У Melissotarsus впервые среди всех имаго муравьёв обнаружено выделение шелкоподобной секреции из щелевидных отверстий вдоль переднего края вентральной гипостомы головы у рабочих муравьев. В 2014 году в ходе гистологического исследования была описана доселе неизвестная гипостомальная железа, из которой происходит выделение этого шелкоподобного вещества. Кроме того, в этом исследовании описывается новая базитарзальная железа во всех трёх парах ног рабочих.

## Классификация и этимология
Известно пять видов. Среди них четыре современных и один ископаемый вид, найденный в меловом янтаре в Эфиопии. Впервые род был описан в 1877 году итальянским мирмекологом Карло Эмери по типовому виду Melissotarsus beccarii Emery, 1877. Ранее более ста лет вместе с Rhopalomastix эти роды выделяли в отдельную трибу Melissotarsini. Род Rhopalomastix, представленный несколькими видами, распространёнными по ориентальной и индо-австралийской зоогеографическим областям, имеет тот же образ жизни, что и Melissotarsus. Вероятно, что они представляют две стадии одной адаптивной линии. Rhopalomastix является более генерализованным из двух, а Melissotarsus определённо более специализированным, но изменения, наблюдаемые в последнем, начинаются в первом роде. В 2015 году было предложено включить её в состав сильно расширенной трибы Crematogastrini (из 10 триб и 64 родов), в которой Melissotarsus образует общую кладу с родом Rhopalomastix, а они вместе рассматриваются сестринскими к родам Calyptomyrmex и Tetramorium.
Название рода Melissotarsus происходит от слов melissa (пчела) и tarsus (лапка).
- Melissotarsus beccarii Emery, 1877 typus — Африка
- Melissotarsus emeryi Forel, 1907 — Африка, Саудовская Аравия
  - = Melissotarsus compressus Weber, 1952
  - = Melissotarsus emeryi pilipes Santschi, 1914
- Melissotarsus insularis Santschi, 1911 — Мадагаскар, Коморские острова
- Melissotarsus weissi Santschi, 1910 — Африка
  - = Melissotarsus major Santschi, 1919
  - = Melissotarsus titubans Delage-Darchen, 1972
- †Melissotarsus ethiopiensis Coty, Lebon i Nel, 2016 — меловой янтарь, Эфиопия, Jema (10°6ʹ59.60ʺN 39°8ʹ0.11ʺE, Merany, North Shewa, Amhara)[13]

### Сравнение современных видов
| Вид                     | Ареал                     | Вид сверху | Голова | Вид сбоку |
| ----------------------- | ------------------------- | ---------- | ------ | --------- |
| Melissotarsus beccarii  | Африка                    |            |        |           |
| Melissotarsus weissi    | Африка                    |            |        |           |
| Melissotarsus emeryi    | Африка, Саудовская Аравия |            |        |           |
| Melissotarsus insularis | Мадагаскар                |            |        |           |